# ديفيد غاردنر
ديفيد غاردنر (11 سبتمبر 1940 في المملكة المتحدة - ) (بالإنجليزية: David Gardner)‏ هو لاعب كريكت بريطاني. لعب مع Wiltshire County Cricket Club ‏.

## وصلات خارجية
- ديفيد غاردنر على موقع إي آس بي آن كريك إنفو (الإنجليزية)